# Peseckendorf
Peseckendorf è un comune tedesco di 224 abitanti, situato nel land della Sassonia-Anhalt.